# Old Tom (Wal)

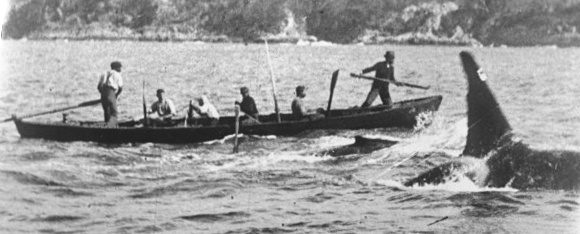
Old Tom schwimmt, begleitet von einem Kalb, neben einem Boot der Walfänger. Das Boot wird von einem harpunierten, hier nicht sichtbaren, Wal gezogen.

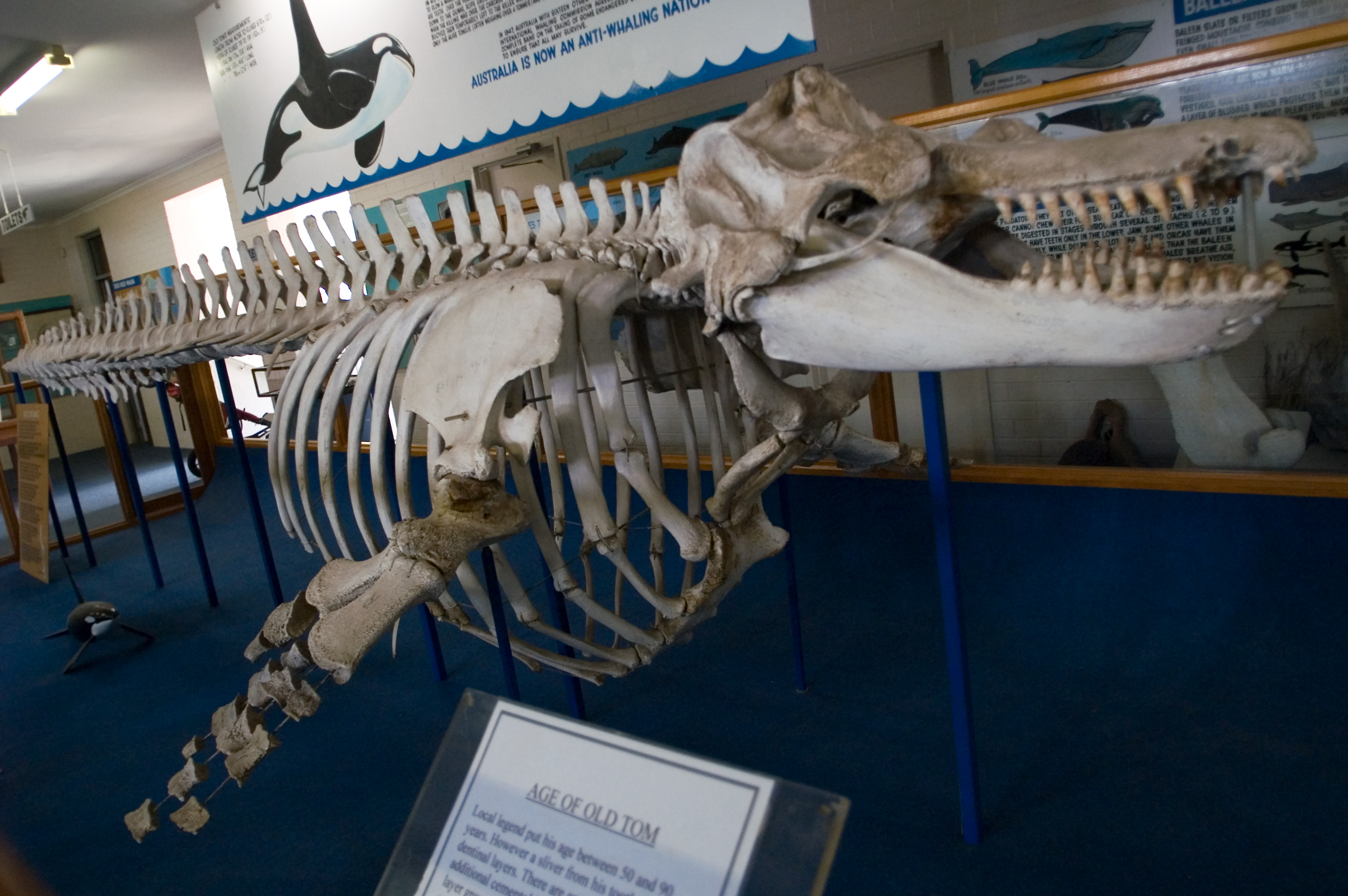
Skelett von Old Tom im Eden Killer Whale Museum

Old Tom (* ungefähr 1895; † 17. September 1930) war ein Schwertwal, der mit den Walfängern von Eden an der Südostküste Australiens zusammenarbeitete.
Old Tom war 6,7 Meter lang und wog 6 Tonnen. Er hatte einen 1,02 m langen Schädel mit 13,4 cm langen Zähnen. Old Tom wurde für den Anführer einer Gruppe Orcas gehalten, die den örtlichen Walfängern halfen, indem sie Bartenwale in Twofold Bay zusammentrieben. Als Gegenleistung gaben die Walfänger den Killerwalen die Zungen und Lippen der so gefangenen Wale als Belohnung.
Am 17. September 1930 wurde Old Tom tot in der Twofold-Bucht gefunden. Während sein Alter zuvor auf über 90 Jahre geschätzt wurde, ergab die Untersuchung seiner Zähne, dass er in etwa im Alter von 35 gestorben sein muss. Allerdings gilt diese Methode der Altersbestimmung bei älteren Tieren mittlerweile als ungenau.
Die Knochen von Old Tom wurden konserviert; mittlerweile wird sein Skelett im Eden Killer Whale Museum ausgestellt.

## Walfang in Eden

### Beziehung zwischen Mensch und Schwertwal
Die Freundschaft zwischen Schwertwalen und Walfängern begann vor etwa 10.000 Jahren. Die Indigenen betrachteten die Schwertwale, die sie Beowas („Brüder“) nannten, als ihre wiedergeborenen Vorfahren. Immer wenn ein Walfänger starb, soll kurze Zeit später ein neuer Schwertwal aufgetaucht sein.

### Familie Davidson
Die Familie Davidson war die einzige Walfängergruppe, die das ganze Jahr über in Eden lebte. Sie verließen sich auf traditionelle Walfangtechniken wie Ruderboote und Handharpunen, statt auf moderne Methoden, wie Motorboote und Handfeuerwaffen. Das senkte die Betriebskosten und sollte verhindern, dass die Schwertwale durch Lärm gestört würden.
Alexander Davidson war ein schottischer Einwanderer, der 1857 mit seinem Sohn John mit dem Walfang begann. Ihre Walfangstation wurde erstmals in den 1860er Jahren gebaut und war die am längsten bestehende Walfangstation an Land in Australien. Die drei Generationen der Familie Davidson behaupteten alle, Old Tom habe sie auf ihren Walfangtouren unterstützt. Der Legende nach nutzte Old Tom das an der Harpune befestigte Kabel, um das Ruderboot schneller aufs offene Meer zu ziehen. Die Beziehung zwischen den Schwertwalen und der Familie Davidson beruhte auf gegenseitiger Hilfe: Wenn ein Mann während einer der Walfangtouren über Bord fiel, schützten die Schwertwale den Mann vor der Gefahr, bis er wieder an Bord war. Wenn sich Schwertwale in Angelschnüren verfangen hätten, würde ein Walfänger sie freischneiden. In der Davidson-Walfangmannschaft waren indigene australische Männer beschäftigt, was einer der Faktoren war, der die Davidson-Walfangstation so lange am Laufen hielt. Sie wurden zu den gleichen Bedingungen wie Weiße beschäftigt.
Die Beziehung von George Davidson war die einzigen, die die tiefe Bindung zwischen indigenen australischen Arbeitern und den Killerwalen widerspiegelte. Diese Verbindung könnte dadurch entstanden sein, dass die Walfänger der Bootbesatzungen Old Tom und andere Killerwale fütterten, während sie auf vorbeiziehende Wale warteten. In späteren Jahren war dies eine der Hauptnahrungsquellen für die Schwertwale. George starb 1952.